# Unione dei comuni della Vallata del Foro
L'Unione dei comuni della Vallata del Foro è un'unione di comuni italiana della provincia di Chieti che comprende i comuni di Ari, Ripa Teatina, Vacri e Villamagna.
L'ente, che ha sede a Ripa Teatina, occupa un'area di 56,55 km² nella quale risiedono 8 701 abitanti.
La principale attività dell'ente è la gestione dell'ufficio unico di protezione civile.